# Одзакі Кадзуо
Одзакі Кадзуо (яп. 尾崎 加寿夫, нар. 7 березня 1960, Токіо —) — японський футболіст, що грав на позиції нападника.

## Клубна кар'єра
Грав за команду Урава Ред Даймондс, Армінія, Санкт-Паулі, TuRU Düsseldorf, Верді Кавасакі.

## Виступи за збірну
Дебютував 1981 року в офіційних матчах у складі національної збірної Японії. У формі головної команди країни зіграв 17 матчів.

## Статистика
Статистика виступів у національній збірній.
| Збірна Японії | Збірна Японії | Збірна Японії |
| Роки          | Ігри          | голи          |
| ------------- | ------------- | ------------- |
| 1981          | 9             | 2             |
| 1982          | 7             | 1             |
| 1983          | 1             | 0             |
| Усього        | 17            | 3             |